# Rivière Picard
Rivière Picard är ett vattendrag i Kanada.   Det ligger i provinsen Québec, i den sydöstra delen av landet, 260 km nordost om huvudstaden Ottawa. Rivière Picard ligger vid sjöarna  Lac Cousacouta Lac du Froment och Lac Maurice.
I omgivningarna runt Rivière Picard växer i huvudsak blandskog. Trakten runt Rivière Picard är nära nog obefolkad, med mindre än två invånare per kvadratkilometer.